# Bourgeois
Bourgeois je priimek več oseb:
- Jean-Joseph-Alexandre Bourgeois, francoski general
- Louise Bourgeois, francosko-ameriška umetnica
- Léon Bourgeois (1851 – 1925), francoski državnik